# Årets företagare

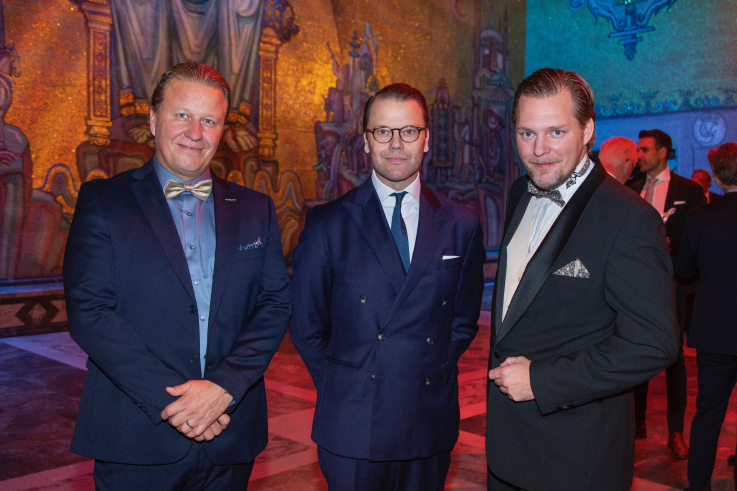
Företagarnas tidigare ordförande Fabian Bengtsson tillsammans med Prins Daniel och tidigare vd Günther Mårder under prisceremonin 2019.

Årets Företagare är en utmärkelse i Sverige som delas ut på lokal, regional och sedan år 2006 även på nationell nivå. Priset delas ut av organisationen Företagarna. De lokala vinnarna går vidare till en regionfinal vars vinnare tävlar om att bli Årets Företagare i Sverige. Priset delas ut för att synliggöra företagare som genom sitt engagemang och entreprenörskap, arbetat hårt för att driva och utveckla sina verksamheter och göra bättre affärer. Företagarna delar även ut Årets Unga Företagare till en framgångsrik företagare under 35 år. Prisutdelningen sker i samband med en galamiddag i Stockholms stadshus som äger rum i oktober varje år. Under prisceremonin 2019 delades priset ut av prins Daniel. Bland tidigare vinnare återfinns bland andra Maria Åkerberg, Filip Tysander och Pär Svärdson.  

## Historia
Organisationen Företagarna grundades officiellt år 1905 men har rötter från enskilda lokalföreningar sedan 1750-talet. Priset Årets Företagare är ett pris med gamla anor. Priset uppmärksammar företagare för att värdesätta deras engagemang och entreprenörskap. Föregångaren till dagens pris delades ut redan för 80 år sedan. Från mitten av 1980-talet har Årets företagare utsetts på lokal nivå och sedan 2007 har även en vinnare för hela landet utsetts.

## Lokalt
Företagarna företräder 250 lokala föreningar som i sin tur utser sina deltagare genom en öppen nominering eller av en jury. I både jury och nomineringsarbetet samarbetar många olika föreningar med organisationer och kommunen. Även företag som har sin verksamhet i en kommun men sätet i en annan kan nomineras men samma företagare kan inte utses i mer än en kommun samma år. Vinnarna i de lokala föreningarna går vidare till regionfinaler. Totalt är det 21 regionfinalister som gör upp om den nationella titeln.

## Regionalt
De lokala vinnarna i en region samlas och av dem utses en regional vinnare som representerar sin region i den nationella finalen och är därmed med och tävlar om att bli Årets Företagare i Sverige. 

## Nationellt
Det första priset på nationell nivå tilldelades Mattias och Ingemar Hart från Kopparberg och deras företag IM Hart 2007. Sedan dess har priset tilldelats profiler såsom Pär Svärdson grundare till Apotea och Adlibris samt Filip Tysander som är grundare till klockföretaget Daniel Wellington . En nationell jury, bestående av framstående företagare, granskar alla regionala finalister och korar Årets Företagare i Sverige.

## Vinnare av utmärkelsen Årets Företagare
| År   | Pristagare                                                             | Företagsnamn                                    | Region              |
| ---- | ---------------------------------------------------------------------- | ----------------------------------------------- | ------------------- |
| 2024 | Jörgen Persson                                                         | Monitor ERP System                              | Gävleborg           |
| 2023 | Adam och Daniel Brånby                                                 | Woolpower                                       | Jämtland-Härjedalen |
| 2022 | Peter Mossbrant och Magnus Andersson                                   | Derome AB                                       | Halland             |
| 2021 | Evelina Lindgren                                                       | aPak                                            | Västra Götaland     |
| 2020 | Richard Bergfors                                                       | Max Burgers                                     | Norrbotten          |
| 2019 | Erik Gatenholm, Hector Martinez, Jockum Svanberg och Gusten Danielsson | Cellink                                         | Västra Götaland     |
| 2018 | Hamid och Mohammad Khanahmadi                                          | Tolkresurs                                      | Västernorrland      |
| 2017 | Maria Åkerberg                                                         | Dermanord Svensk Hudvård                        | Frillesås           |
| 2016 | Filip Tysander                                                         | Daniel Wellington                               | Uppsala             |
| 2015 | Pär Svärdson                                                           | Apotea                                          | Morgongåva          |
| 2014 | Nils Åke Hallström                                                     | C Hallströms Verkstäder                         | Nälden              |
| 2013 | Hamdija Jusufagic                                                      | System Verification                             | Malmö               |
| 2012 | Mattias Nygren                                                         | Tarsier Studios/ Station interactive            | Karlshamn           |
| 2011 | Per-Erik Andersson                                                     | Sveden Trä                                      | Äppelbo             |
| 2010 | Tobias Lindfors                                                        | Studentconsulting Sweden/Meet your future Group | Luleå               |
| 2009 | Barbara Bergström                                                      | Engelska skolan                                 | Stockholm           |
| 2008 | Marjaana Alaviuhkola                                                   | Hallands djursjukhus                            | Halmstad            |
| 2007 | Mattias och Ingemar Hart                                               | IM Hart                                         | Kopparberg          |